# Постовалов, Сергей Осипович
Сергей Осипович Постовалов (1907, Постовалова, Оренбургская губерния — 17 марта 1983, Москва) — советский государственный и партийный деятель, председатель Крымского облисполкома (1949—1952), первый секретарь Калужского обкома КПСС (1952—1961).

## Биография
Родился в 1907 в селе Постовалово (часть села Кислянского) Кислянской волости Челябинского уезда Оренбургской губернии Российской империи (ныне деревня Постовалова в Юргамышского района Курганской области), в семье крестьянина-бедняка. Сергей был старшим ребёнком в семье, у него были три сестры и брат.
После смерти родителей в 1921 и 1922 годах жили сначала у сестры отца, затем у дяди по матери, затем у бабушки Грапины Семёновны.
В 15 лет окончил Кислянское училище. Работал писарем в Кислянской волостной управе, затем весовщиком на мельнице.
В 1924 году вместе с братом Орестом вступили в сельхозартель «Победа», ставшую вскоре коммуной.
В декабре 1929 года был призван на службу в Рабоче-крестьянскую Красную Армию. Служил в Свердловске и других уральских городах.
В 1930 году вступил в ВКП(б).
В 1932 году был направлен на работу в управление военных конезаводов, город Ростов-на-Дону.
В 1934 году поступил и в 1938 году окончил Северо-Кавказский зоотехнический институт, после чего работал директором совхоза «Большевик» Дмитриевского района Орджоникидзевского края (ныне Ставропольский край).
С 1940 года на партийной работе. В марте 1940 года избран секретарём Нагутского районного комитета ВКП(б). После оккупации района немецкими войсками летом 1942 года, переведён на работу инструктором сельскохозяйственного отдела Орджоникидзевского крайкома партии, размещенного в г. Кизляре.  В январе 1943 года фашисты были изгнаны из Ставрополья, и Постовалов продолжил руководить партийной организацией Нагутского района.
В мае 1943 года избран секретарём Ипатовского районного комитета ВКП(б).
В марте 1944 года, как один из ведущих организаторов сельхозпроизводства, переведён в Ставропольский крайком заведующим сельскохозяйственным отделом, а через полтора года (в 1945 году) избран секретарем Ставропольского краевого комитета ВКП(б) по сельскому хозяйству (третий секретарь).
С октября  1948 по декабрь 1949 года — первый секретарь Областного комитета ВКП(б) Черкесской автономной области.
С 12 декабря 1949 по 23 сентября 1952 год — председатель исполнительного комитета Крымского областного Совета депутатов трудящихся.
В 1952 г. — второй секретарь Калужского областного комитета КПСС,
С 23 сентября 1952 по 11 августа 1961 года — первый секретарь Калужского областного комитета КПСС.
С 1961 по ноябрь 1962 года и с декабря 1965 года до конца жизни — заместитель председателя Комитета партийного контроля при ЦК КПСС, с ноября 1962 по декабрь 1965 года — заместитель председателя Партийной комиссии при ЦК КПСС. Участвовал в партийном расследовании обстоятельств выхода мемуаров Н. С. Хрущёва на Западе.
Кандидат в члены ЦК КПСС (1952—1971). Избирался депутатом Верховного Совета СССР 3-го (1950—1954, депутат Совета Союза от Крымской области), 4-го (1954—1958, депутат Совета Союза от Калужской области), 5-го (1958—1962, депутат Совета Союза от Калужской области) созывов.
Умер после тяжелой болезни 17 марта 1983. Похоронен на Новодевичьем кладбище в городе Москве, 10 уч. 1 ряд.

## Награды и звания
- Орден Ленина, трижды
- Орден Трудового Красного Знамени, 1944 год, за успешное руководство Ипатовским районом
- Медаль «За трудовую доблесть»
- Юбилейная медаль «За доблестный труд. В ознаменование 100-летия со дня рождения Владимира Ильича Ленина», 1970 год
- Медаль «За оборону Кавказа»
- Медаль «За доблестный труд в Великой Отечественной войне 1941—1945 гг.»

## Память
Именем С. О. Постовалова названа улица в городе Калуге.

## Семья
Отец Осип Степанович Постовалов (?—1921), мать Елена Александровна (?—1921). Сергей был старшим ребёнком в семье. У него были три сестры (Елизавета (ум. ок. 1930), Клавдия и Тамара) и брат Орест (ум. ок. 1930).
Жена Евгения Дмитриевна (1918—2005)
Сын Сергей Сергеевич Постовалов, профессор МГТУ им. Баумана.

## Фото
- http://www.nedelya40.ru/files/photos/2011-09/1316171072_postovalov-so.jpg (недоступная+ссылка)
- https://web.archive.org/web/20190107233152/http://www.knowbysight.info/PPP/06109.asp
- http://www.vest-news.ru/article.php?id=53216
- ГА РФ Р7523 105 152 «Указы Президиума Верховного Совета СССР, принятые с 26 по 27 августа 1971 года, и материалы к ним /к протоколу № 14/ с № 2075-VIII  по № 2078-VIII. Том 7»